# 34159 Ryanthorpe
34159 Ryanthorpe este o planetă minoră (asteroid) din centura de asteroizi. A fost descoperită pe 25 august 2000 la Experimental Test Site⁠(d) de Lincoln Near-Earth Asteroid Research. 
Obiectul prezintă o orbită caracterizată de o semiaxă mare de 2,7238881 UAi, o excentricitate de 0,01, o înclinație de 5,38086 ° în raport cu ecliptica.